# بيل غاريت
بيل غاريت (بالإنجليزية: Bill Garrett)‏ هو لاعب غولف أمريكي، ولد في 6 سبتمبر 1940 في أماريلو في الولايات المتحدة، وتوفي في 25 فبراير 2010.

## وصلات خارجية
- بيل غاريت على موقع رابطة لاعبي الغولف المحترفين (الإنجليزية)